# John Ehrlichman
John Daniel Ehrlichman (Tacoma, 20 marzo 1925 – Atlanta, 14 febbraio 1999) è stato un politico statunitense.
Devoto scientista, Ehrlichman era l'assistente per gli affari interni di Richard Nixon, ed è stata una figura chiave dello scandalo Watergate, per cui fu accusato di attività criminali per le quali ha scontato una pena di 18 mesi di reclusione.

## Biografia
Ehrlichman combatté nell'aviazione americana durante la seconda guerra mondiale. Dopo il servizio militare, ha frequentato la UCLA, laureandosi nel 1948. Dopo la specializzazione alla Stanford Law School, esercitò la professione legale a Boston fino al 1968, quando si dedicò alla politica a tempo pieno.

### Esperienza politica
Ehrlichman lavorò come uno degli uomini di punta dello staff di Nixon per le primarie delle presidenziali del 1960 e quelle per il Governatorato della California del 1962. Dopo la vittoria alle presidenziali del 1968, Ehrlichman divenne consigliere alla Casa Bianca - poi sostituito da John Dean. Mantenne questa carica per circa un anno prima di diventare Consigliere Capo per gli Affari interni. In questa veste fece parte del gruppo dei più stretti collaboratori del presidente. Ehrlichman ed uno dei suoi amici più intimi, Harry Robbins Haldeman, conosciuto alla UCLA, crearono quello che venne definito "Muro di Berlino" (Berlin walls) per la loro volontà di isolare Nixon dagli altri consiglieri.
Dopo la clamorosa pubblicazione dei cosiddetti Pentagon Papers, i documenti riservati compilati dal ministero della Difesa su indicazione del ministro Robert McNamara riguardanti il coinvolgimento americano nella guerra del Vietnam durante l'amministrazione Kennedy e l'amministrazione Johnson, Ehrlichman ricevette l'incarico dal presidente Nixon, estremamente irritato per la divulgazione dei documenti che pur non riguardavano la sua amministrazione, di costituire un gruppo speciale interno alla Casa Bianca per individuare i responsabili e bloccare nuove fughe di notizie. 
Nixon non aveva avuto molta collaborazione da parte di John Edgar Hoover, il potente direttore dell'FBI; egli quindi autorizzò la costituzione il 17 luglio 1971 dei cosiddetti "idraulici della Casa Bianca" (White House Plumbers). Ehrlichman attivò il nuovo gruppo insieme a Egil Krogh e David Youngh; degli "idraulici" entrarono ben presto a far parte G. Gordon Liddy e H. Howard Hunt che furono poi i principali responsabili materiali dell'effrazione al Watergate che diede origine allo scandolo che avrebbe infine costretto Nixon alle dimissioni. 
Dopo l'avvio delle indagini sullo scandalo nel 1972, Ehrlichman fece pressioni per evitare la riconferma di Patrick Gray a capo dell'FBI al posto del defunto Hoover. Il tentativo di allontanamento di Gray fu soltanto la punta dell'iceberg della sua attività costante di copertura nei confronti di Richard Nixon, svolta anche a costo di offuscare la figura del presidente in campo sia interno che internazionale. John Dean accusò il "muro di Berlino" di essere una delle ragioni del suo senso di alienazione all'interno della Casa Bianca; tale alienazione lo portava a credere che si volesse fare di lui il capro espiatorio del Watergate, e lo induceva a collaborare con i giudici. Il 30 aprile 1973 Nixon licenziò Dean, e sia Ehrlichman che Haldeman diedero le dimissioni.
Ehrlichman venne condannato per cospirazione, ostruzione e spergiuro e altri reati il 1º gennaio del 1975 (assieme a John N. Mitchell e a Haldeman). Tutti e tre gli imputati vennero condannati ad una pena da un minimo di due e mezzo ad un massimo di otto anni, ridotta poi da un minimo di uno ad un massimo di quattro nel 1977. Ehrlichman entrò in prigione prima del termine del processo di appello. Scontò la sua pena della prigione di Stafford, in Arizona, dalla quale uscì nel 1978 dopo aver scontato diciotto mesi.

### Vita dopo l'esperienza politica

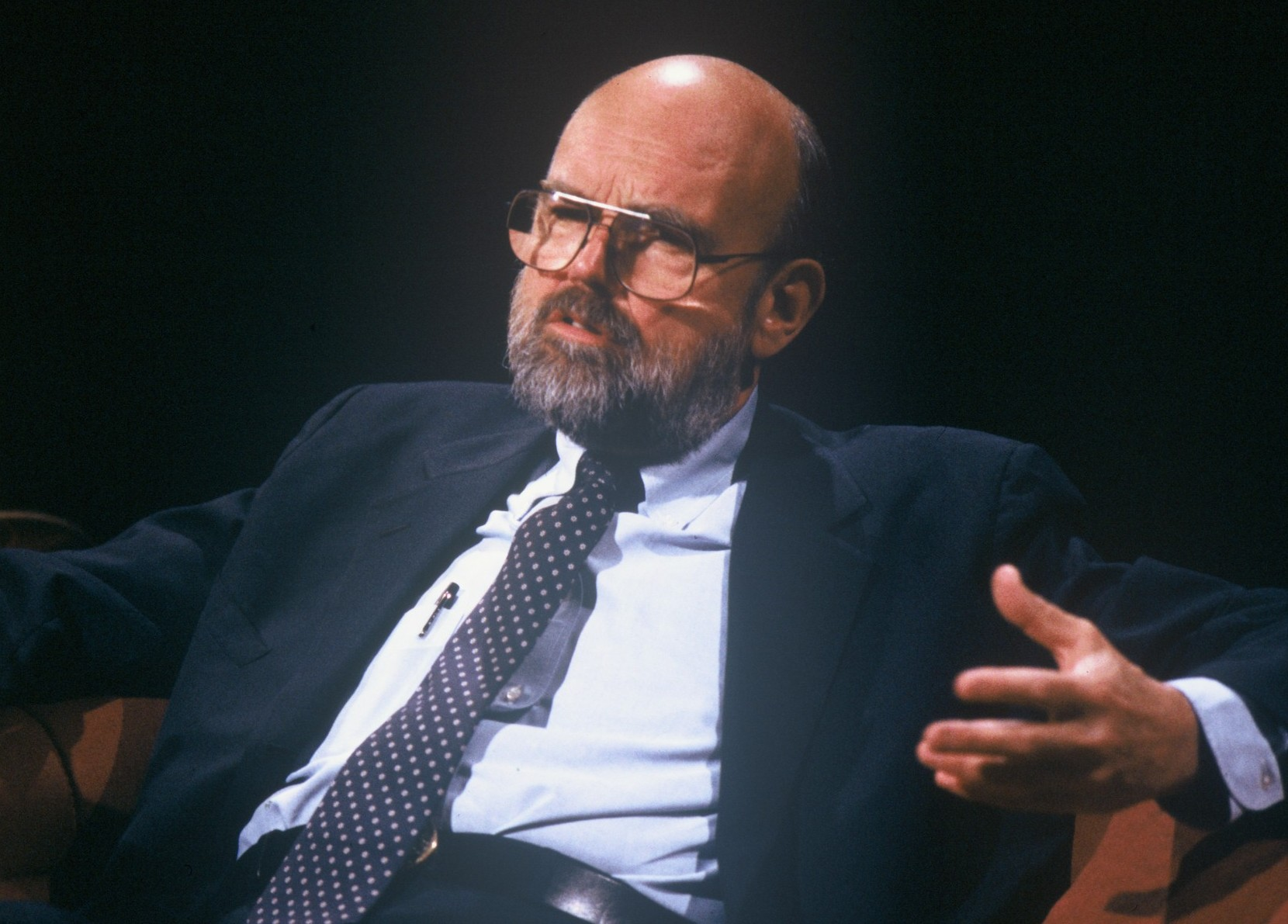
Ehrlichman alla TV inglese durante la discussione del programma After Dark nel 1987

Dopo il suo rilascio, Ehrlichman svolse diversi lavori, tra i quali scrittore (scrisse diversi romanzi), artista e commentatore. Nonostante la sua collaborazione di lunga data, nel 1981, Ehrlichman definì Nixon a very pathetic figure in American history (lett.: una delle figure più patetiche della storia americana). Le sue esperienze all'interno della Casa Bianca vennero raccolte in un libro pubblicato nel 1982, Witness To Power (Testimone del potere), nel quale Nixon è posto sotto una luce decisamente negativa, anche e soprattutto per non avergli accettato le dimissioni che avrebbero potuto scagionarlo dalle accuse della commissione d'inchiesta. 
Nel 1987, Dreyer's Grand Ice Cream assunse Ehrlichman per fare uno spot televisivo per un gelato leggero venduto dalla società, come parte di una serie di spot pubblicitari con quelli che la società definì "incredibili portavoce di un prodotto incredibile". Dopo i reclami dei consumatori, la società ha rapidamente ritirato l'annuncio.
John Ehrlichman fu interpretato da J. T. Walsh nel film Nixon, e da Wayne Péré in Mark Felt: The Man Who Brought Down the White House.
Poco prima della sua morte, scrisse altre novelle, anche come coautore. Ehrlichman morì a causa delle complicazioni di una forma di diabete ad Atlanta, dopo alcuni trattamenti di emodialisi.